# Rhammatocerus conspersus
Rhammatocerus conspersus é um gafanhoto encontrado na região meridional do Brasil. Tais insetos possuem pronoto sem crista e margem posterior arredondada, atacando pastagens e folhas de milho, trigo e alfafa. Também são conhecidos pelo nome de gafanhoto-crioulo e tucura.